# Moritz Werner
August Moritz Werner (* 4. August 1831 in Eisenberg; † 22. August 1917 in Lengenfeld) war ein deutscher Kammergutspächter und Politiker.

## Leben
Werner war der Sohn des Gutsbesitzers und Amtstruhpächters Traugott Gotthelf Werner in Moritzburg und dessen Ehefrau Johanne Christiane geborene Körner. Er war evangelisch-lutherischer Konfession und heiratete Mitte Juni 1869 Ernestine Pauline Wenzel, die frühere Ehefrau des Pächters des herrschaftlichen Vorwerks zu Ottendorf bei Hainischen, Friedrich Albert Pinker.
Werner war Ökonomiegutspächter in Zschorna bei Radeburg und 1869 bis 1894 Kammergutspächter in Dölau bei Greiz. Er war Vorsitzender des "Land- und forstwirtschaftlichen Hauptvereins für das Fürstentum Reuß ä.L.". 1880 wurde er mit der fürstlichen Ehrenmedaille "Merito ac dignitati" geehrt. Seit 1892 trug er den Titele Ökonomieamtmann und seit 1894 Ökonomierat.

## Politik
Werner vertrat konservative Positionen und trat bei der Reichstagswahl 1890 im Reichstagswahlkreis Reuß älterer Linie erfolglos für die Deutschkonservative Partei an. In der ersten Wahlrunde am 20. Februar 1890 siegte stattdessen Karl Hermann Förster (SPD Reuß älterer Linie).
Vom 22. Dezember 1890 bis zum 11. November 1896 war er (vom Fürsten ernannter) Abgeordneter im Greizer Landtag.